# Thomas Fischer (Archäologe)

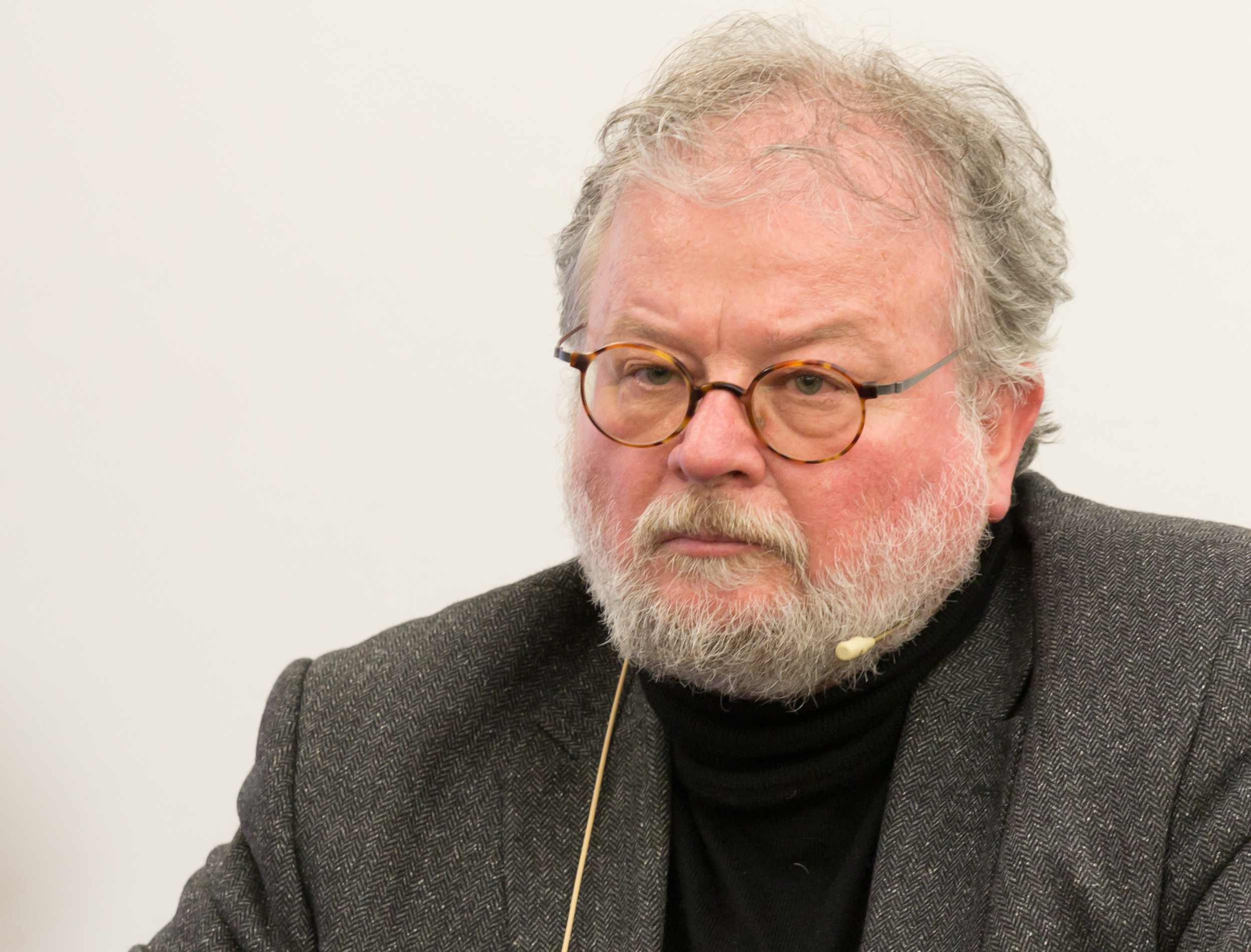
Thomas Fischer, 2013

Thomas Fischer (* 25. September 1949 in Esslingen) ist ein deutscher Provinzialrömischer Archäologe.

## Leben
Fischer studierte von 1972 bis 1978 Provinzialrömische Archäologie, Vor- und Frühgeschichte, Alte Geschichte, Mittelalterliche Geschichte und Klassische Archäologie in Regensburg, Tübingen und München, wo er 1978 promoviert wurde. 1978/1979 war er wissenschaftlicher Mitarbeiter in einem Forschungsprojekt zum ostraetischen Donaulimes und nahm an Ausgrabungen in Künzing und Eining teil. Von 1979 bis 1984 war er Wissenschaftlicher Referent beim Bayerischen Landesamt für Denkmalpflege, zuerst für den Regierungsbezirk Oberbayern–Nord, ab 1980 für den Regierungsbezirk Oberpfalz. 1984 wurde er Wissenschaftlicher Referent der Abteilungen Frühes Mittelalter und römische Numismatik an der Prähistorischen Staatssammlung in München. Von 1992 bis zu seiner Emeritierung 2015 war Fischer Professor für die Archäologie der römischen Provinzen am Archäologischen Institut der Universität zu Köln. Er ist korrespondierendes Mitglied des Deutschen und des Österreichischen Archäologischen Instituts.

## Werk
Die Forschungsschwerpunkte Fischers liegen im Bereich der römischen Reichsgrenzen (Limes) und der römischen Provinzen im Bereich des heutigen Deutschlands. Wichtige Studien hat er zum römischen Militär und seiner Bewaffnung vorgelegt.
Im Jahr 2024 publizierte er einen Science-Fiction-Roman, der in einer postapokalyptischen Zukunft spielt und von der Romantrilogie Der Herr der Ringe inspiriert ist.

## Schriften
- Das Umland des römischen Regensburg. Text- und Tafelband (= Münchner Beiträge zur Vor- und Frühgeschichte. Band 42). C. H. Beck, München 1978, ISBN 3-406-33450-4 (überarbeitete und gestraffte Fassung der Dissertation Universität München 1978).
- mit Günter Ulbert: Der Limes in Bayern von Dinkelsbühl bis Eining (= Führer zu archäologischen Denkmälern in Bayern / Niederbayern. Band 1). Theiss, Stuttgart 1983, ISBN 3-8062-0351-2.
- mit Konrad Spindler: Das römische Grenzkastell Abusina-Eining. Theiss, Stuttgart 1984, ISBN 3-8062-0390-3.
- Römer und Bajuwaren an der Donau. Pustet, Regensburg 1988, ISBN 3-7917-1131-8.
- Das bajuwarische Reihengräberfeld von Staubing. Studien zur Frühgeschichte im bayerischen Donauraum (= Kataloge der Prähistorischen Staatssammlung. Nr. 26). Laßleben, Kallmünz 1993, ISBN 3-7847-5126-1.
- Spätzeit und Ende. In: Wolfgang Czysz (Hrsg.): Die Römer in Bayern. Theiss, Stuttgart 1995, ISBN 3-8062-1058-6, S. 358–404.
- Von den Römern zu den Bajuwaren. In: Wolfgang Czysz (Hrsg.): Die Römer in Bayern. Theiss, Stuttgart 1995, ISBN 3-8062-1058-6, S. 405–414.
- mit Karlheinz Dietz: Die Römer in Regensburg. Pustet, Regensburg 1996, ISBN 3-7917-1484-8.
- Die Römer in Deutschland. Theiss, Stuttgart 1999, ISBN 3-8062-1325-9.
- als Herausgeber: Die römischen Provinzen. Eine Einführung in ihre Archäologie. Theiss, Stuttgart 2001, ISBN 3-8062-1591-X.
- Noricum (= Orbis Provinciarum). Zabern, Mainz 2002, ISBN 3-8053-2829-X.
- mit Erika Riedmeier-Fischer: Der römische Limes in Bayern. Geschichte und Schauplätze entlang des UNESCO-Welterbes. 1. Auflage. Pustet, Regensburg 2008, ISBN 978-3-7917-2120-0 (2. überarbeitete Auflage 2017, ISBN 978-3-7917-2906-0).
- Die Armee der Caesaren. Archäologie und Geschichte. 1. Auflage. Pustet, Regensburg 2012, ISBN 978-3-7917-2413-3 (2., überarbeitete und aktualisierte Auflage 2014, 978-3-7917-2413-3; englische Übersetzung 2020).
- mit Marcus Trier: Das römische Köln. Der historische Stadtführer (= Der historische Stadtführer). Bachem, Köln 2013, ISBN 978-3-7616-2469-2.
- Das Römerkastell Eining und seine Umgebung. Ein Führer. Verlag Friedrich Pustet, Regensburg 2016, ISBN 978-3-7917-2841-4.
- Die Villa Rustica von Möckenlohe und die römische Landwirtschaft in Bayern. Ein Führer (= Archäologie in Bayern). Verlag Friedrich Pustet, Regensburg 2017, ISBN 978-3-7917-2865-0.
- mit Karlheinz Dietz: Regensburg zur Römerzeit. Von Roms nördlichster Garnison an der Donau zur ersten bairischen Hauptstadt (= Archäologie in Bayern). Verlag Friedrich Pustet, Regensburg 2018, ISBN 978-3-7917-2976-3.
- Gladius. Roms Legionen in Germanien. Eine Geschichte von Caesar bis Chlodwig. C. H. Beck, München 2020, ISBN 978-3-406-75616-0 (2., durchgesehene Auflage 2023).
- Dunnland – Das Vermächtnis des Europäischen Reiches. Eine Archäologie der Zukunft. Verlag Dr. Faustus, Büchenbach 2024, ISBN 978-3-946387-57-2.
- mit Karlheinz Dietz, Veronika Fischer: Bayern zur Römerzeit. Archäologie und Geschichte. Verlag Friedrich Pustet, Regensburg 2025, ISBN 978-3-7917-3520-7.